# Клітоцибе
Клітоцибе, грузлик (Clitocybe) — рід грибів родини трихоломові (Tricholomataceae). За оцінками, у загальному роді приблизно 300 видів.

## Опис
Зазвичай, гриби роду Клітоцибе мають великі або середні за розміром гімнокарпні плодові тіла, з пластинчастим гіменофором, що спускається на ніжку. М'якоть щільна, в ніжці часто хрящувата. Покривала відсутні. Серед видів із великими плодовими плодовими є як їстівні, так і отруйні. Найнебезпечніші види роду мають плодові тіла, забарвлені у білий колір, наприклад, Клітоцибе восковий (Clitocybe cerussata).

## Поширення
Грузлики розповсюджені по всій території України. Сапротрофи, ростуть на ґрунті переважно в листяних та мішаних лісах групами.

## Практичне використання
Кілька членів роду вважаються їстівними; хоча багато з них отруйні, містять токсин мускарин. Окремі види Clitocybe, досить важко розрізняються, тому, гриби роду рідко збираються для споживання.
Види Clitocybe використовують для біоіндикації радіологічного забруднення.

## Деякі види рядовок
- Clitocybe acromelalga
- Clitocybe agrestis
- Clitocybe alexandri
- Clitocybe amarescens
- Clitocybe amoenolens —
- Clitocybe brumalis —
- Clitocybe candicans
- Clitocybe candida
- Clitocybe cerussata — Клітоцибе восковий
- Clitocybe cistophila —
- Clitocybe clavipes —
- Clitocybe cyathiformis — Клітоцибе бокалоподібний
- Clitocybe dealbata — Клітоцибе знебарвлений
- Clitocybe ditopus
- Clitocybe dilata
- Clitocybe eccentrica
- Clitocybe entoloma
- Clitocybe eucalyptorum
- Clitocybe fennica
- Clitocybe fragrans —
- Clitocybe geotropa — Клітоцибе рудий
- Clitocybe gibba — Клітоцибе їстівний
- Clitocybe gigantea — Клітоцибе величезний
- Clitocybe glacialis
- Clitocybe globispora
- Clitocybe glutiniceps
- Clitocybe lohjaensis
- Clitocybe marginella
- Clitocybe maxima
- Clitocybe menthiodora
- Clitocybe nebularis — Клітоцибе сірий
- Clitocybe nuda —
- Clitocybe odora — Клітоцибе анісовий
- Clitocybe paraditopa —
- Clitocybe parasitica
- Clitocybe rivulosa — Клітоцибе червонуватий отруйний
- Clitocybe ruderalis
- Clitocybe sclerotoidea
- Clitocybe strigosa
- Clitocybe subcordispora
- Clitocybe truncicola
- Clitocybe vibecina